# Гландорф
Гландорф (нем. Glandorf) — община в Германии, в земле Нижняя Саксония.
Входит в состав района Оснабрюк. Население составляет 6724 человека (на 31 декабря 2010 года). Занимает площадь 59,88 км².
Коммуна подразделяется на 6 сельских округов.
| Год  | Население |
| ---- | --------- |
| 1990 | 5571      |
| 1995 | 6250      |
| 2000 | 6702      |
| 2005 | 6809      |
| 2010 | 6734      |